# 滬造克式山炮

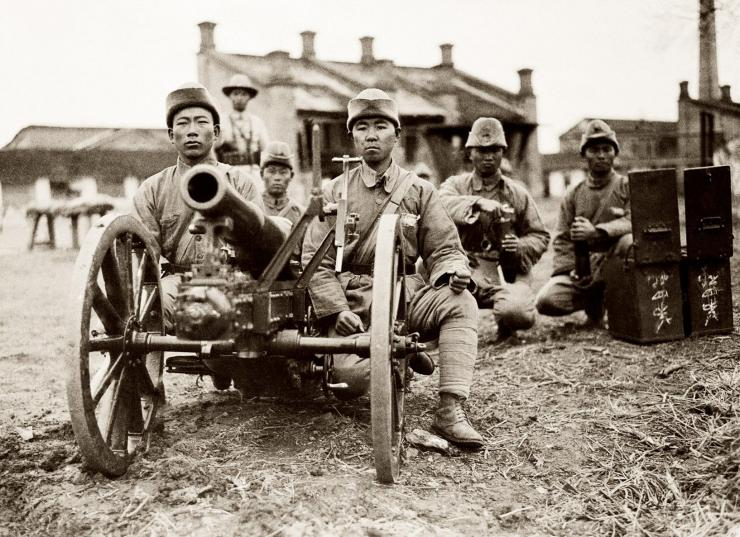
正在使用滬造克式山炮訓練的國民革命軍陸軍砲兵

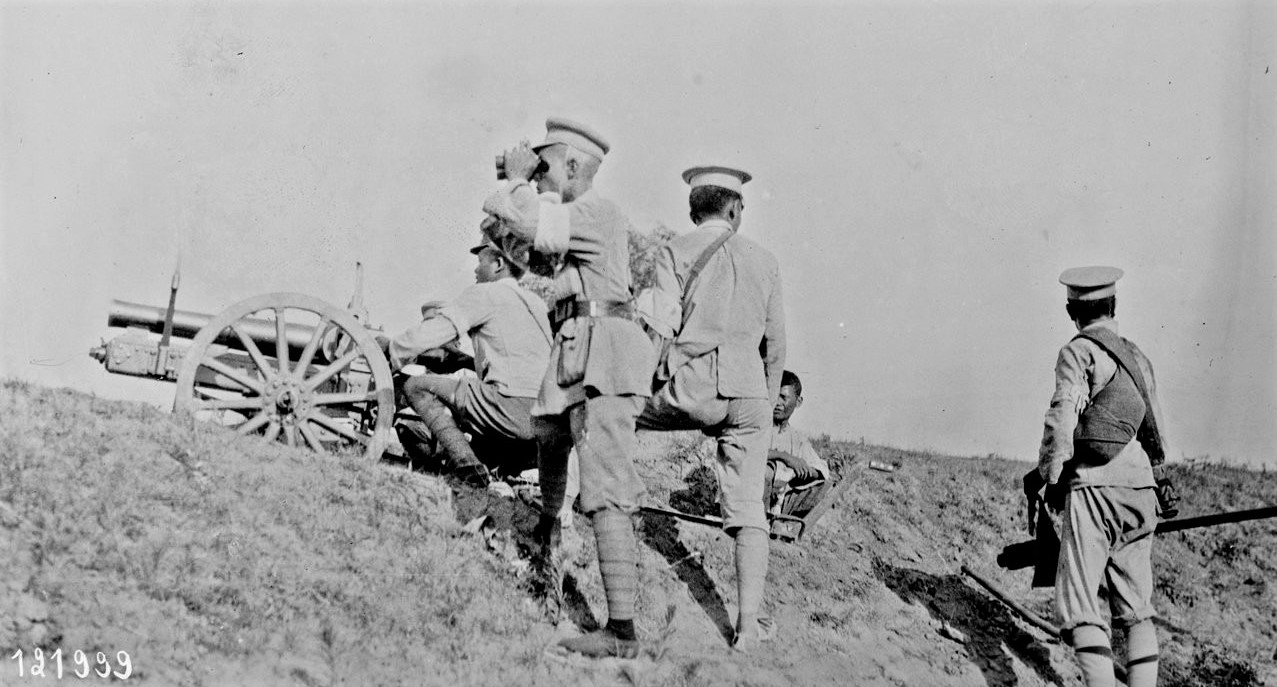
國民革命軍北伐期間正在使用滬造克式山炮作戰的陸軍砲兵

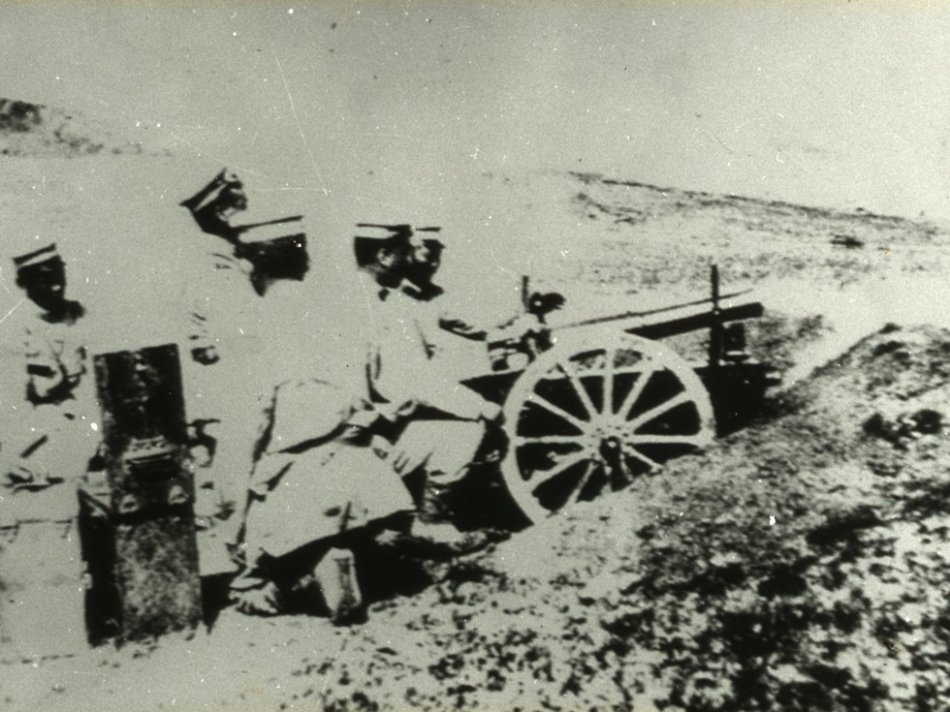
正在使用滬造克式山炮訓練的國民革命軍陸軍東北邊防軍砲兵

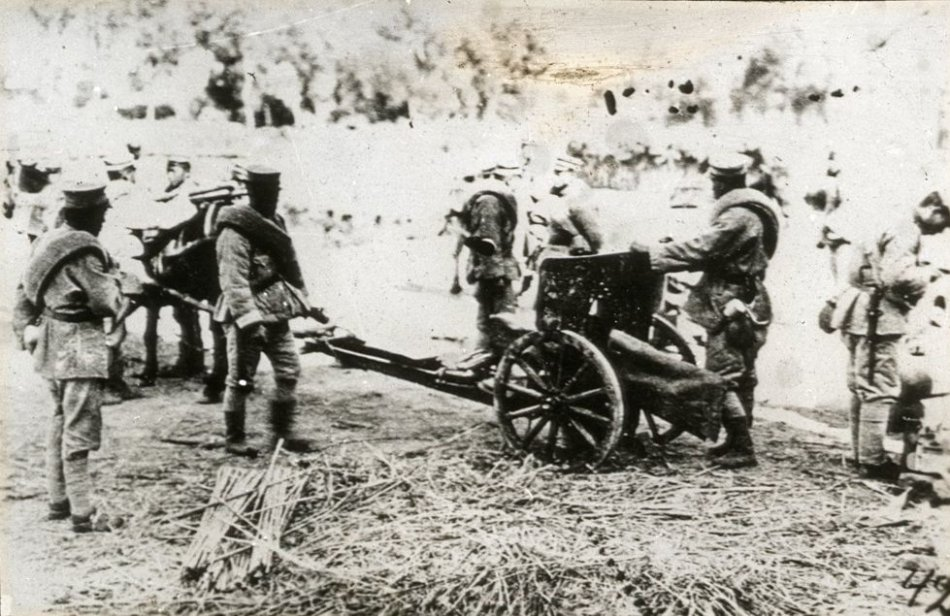
正在運輸滬造克式山炮的國民革命軍陸軍東北邊防軍砲兵

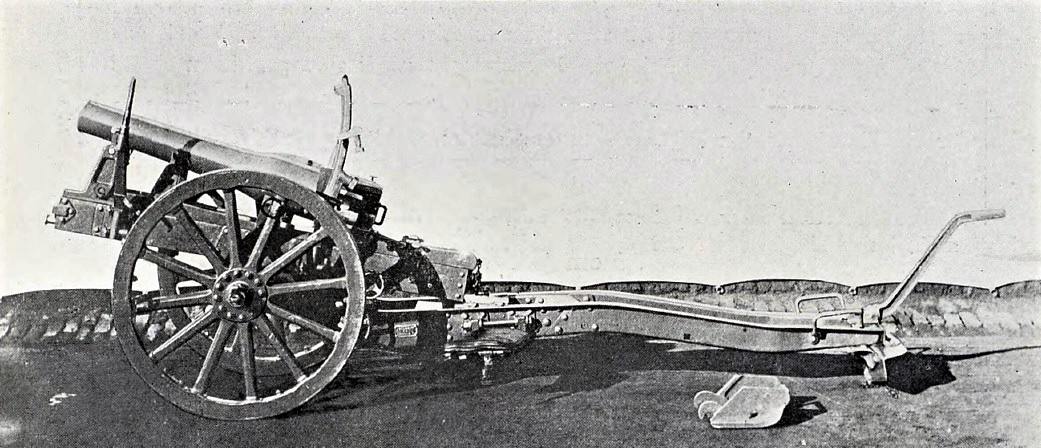
滬造克式山炮原型GebirgsKanone 06山炮，可發現兩款山炮的差異不大。

滬造克式山炮是中國近代第一門後膛裝填後座式火砲，該砲是江南製造局於清光緒31年（1905年）引入德國克魯伯廠於1900年發展的75mm 14倍徑山砲而成。該砲雖有現代火砲設計理念，如後膛裝填，制退復進機制，但至一次大戰時已經落伍。在中國則使用至1930年代，少數在抗戰時期繼續服役使用。克魯伯亦出售給瑞士稱為7,5-cm-Gebirgskanone Ord 1906。

## 基本資料
- 口徑:75毫米
- 炮管長:1.050米
- 倍径:14倍
- 炮閂型式:橫楔式
- 炮架樣式:雙木輪單腳
- 制退復進形式:液體彈簧式
- 行列全長:4600毫米，放列全長3230毫米
- 行列全重:405公斤，放列全重386公斤
- 方向射界:左右各4度
- 高低射界:-8度至+15度（另墊鋼塊可到+23度）
- 榴弹重:5.3公斤
- 炮彈初速:280米/秒（榴彈）
- 最大射程:4.3公里（+23度）（1912年，德国葛尔兹光学机械厂制成巴诺拉马瞄准镜，使得间瞄射击更加精确，最大射程便成為理論上的有效射程。）
- 有效射程:4000米
- 運輸方式:可以一馬挽曳或大部分解為四部件由4馬馱負。